# خلية حاضنة
في علم الأحياء العام أو علم وظائف الأعضاء التناسلية يتم تعريف الخلية الحاضنة (بالإنجليزية: nurse cell)‏ على أنها خلية توفر الغذاء وتساعد الخلايا الأخرى وتوفر الاستقرار للخلايا المجاورة. يستخدم مصطلح خلية الحاضنة في عدة طرق ليست ذات صلة في المجالات العلمية المختلفة.

## الفيزيولوجيا البشرية
خلايا الحاضنة هي خلايا بلعمية متخصصة في النخاع العظمي تساعد في تطوير كريات الدم الحمراء. فهي تمتص نوى خلايا الدم الحمراء غير الناضجة وقد توفر عوامل نمو تساعد خلايا الدم الحمراء على النضوج. في نخاع العظم، يمكن رؤية خلايا الدم الحمراء غير الناضجة (أرومة الحمراء السوية) مجمعةً في مجموعةٍ حول خلية الحاضنة.
تسمى الخلية الظهارية الموجودة في قشرة الغدة الصعترية أيضًا بالخلية الحاضنة، وتنتج هذه الخلايا الهرمونات التوتية التي تساعد في نضوج وتمايز الخلايا التائية.

## علم الطفيليات
في علم الطفيليات، الخلية الحاضنة هي خلية مصابة بداء الشعرينات الذي اكتشفه ديكسون ديسبومير. تدخل اليرقة الثلاثية الخلقية الخلية وتتطور هناك، ربما كطريقةٍ لإخفاء نفسها من الجهاز المناعي. طورَ الطُفيلي طريقةً لتحفيز نمو الأوعية الدموية حول الخلية، من أجل الحصول على العناصر الغذائية التي يحتاجها. في داء الشعرينات، الخلايا الحاضنة هي خلايا عضلة هيكلية ثابتة، وهي النوع الوحيد من الخلايا التي يمكن أن تدعم الطفيلي.